# Laurent Ier de Gorrevod
Pour les articles homonymes, voir Laurent II de Gorrevod et Gorrevod (homonymie).
Laurent de Gorrevod, ou Gouvenot (* en Bresse vers 1470 ; † 6 août 1529 à Barcelone) est un noble savoyard qui fut le confident et envoyé du gouverneur Marguerite d'Autriche aux Pays-Bas espagnols. En 1518, il reçut un permis de l'empereur Charles Quint, qui marqua le début de la traite négrière transatlantique entre l'Afrique et les colonies espagnoles des Amériques. Il fut l'ambassadeur de Marguerite d'Autriche auprès d'Henri VIII d'Angleterre en 1520.
Il fut baron de Marnay et de Montenai, comte de Pont-de-Vaux et vicomte de Salins.

## Biographie
Laurent est le fils de Jean, seigneur de Gorrevod, et de Jeanne de Loriol de Challes,. Sa famille appartient à une branche collatérale des comtes de Pont-de-Vaux (Bresse) et qui a pris le nom du château de Gorrevod, originaires de la Bresse,. Laurent de Gorrevod était un frère du cardinal Louis de Gorrevod. De ses ancêtres, Laurent de Gorrevod a hérité du comté de Marnay et de terres en Bresse. En 1497, il est au service de Philibert II de Savoie. En 1504, il devient gouverneur de la Bresse. Cette même année, Philibert meurt. Sa veuve Marguerite d'Autriche retourne aux Pays-Bas espagnols en 1507 et en devint gouverneur. Elle prend Gorrevod comme expert financier. Il était son confident, siège à son conseil personnel . En 1509, il épouse, en secondes noces, une de ses dames d'honneur, Claude de Rivoire. En 1512, il fait l'acquisition de la seigneurie de Marnay. Marguerite d'Autriche lui confie des missions diplomatiques, comme en 1513 lorsqu'il est présent avec les assiégeants anglais de Thérouanne à l'approche de la bataille de Guinegatte. Il remplit également, plus tard, des missions auprès du roi Henri VIII d'Angleterre. En 1516, Gorrevod est intronisé dans l'Ordre de la Toison d'or lors du 18e chapitre à Bruxelles. Cette année-là, il succède à Guy de La Baume en tant que chevalier d'honneur de Marguerite. En juin 1517, il accompagne l'empereur Charles Quint en Espagne en tant que second chambellan.
Le 18 août 1518, Gorrevod reçoit une licence de l'empereur, sous la forme d'un un asiato de negros, pour expédier 4 000 esclaves noirs et servantes d'Afrique vers l'Amérique. L'acte, signé par Francisco de los Cobos à Saragosse, lui accorde un monopole, qu'il monnaye immédiatement en le vendant à Juan López de Recalde, trésorier de la Casa de Contratación de Séville. Celui-ci a ensuite vendu la licence jusqu'à ce qu'elle se retrouve partagée entre trois marchands génois à Séville, qui l'ont payée 25 000 ducats. Le monopole ne se révélera pas absolu, mais il s'accompagne d'une exonération fiscale accordée le 21 octobre 1518. La licence aurait été destinée à compenser Gorrevod pour avoir refusé sa prétention, quelque peu cupide, de recevoir le Mexique, nouvellement conquis, en fief perpétuel.
En 1518, il assiste au couronnement de Charles Quint à Valladolid. En 1520, il devient vicomte de Salins. En 1521, il devient comte de Pont-de-Vaux. Lors de ses fréquentes visites à la cour, il fut l'un des médiateurs de Charles Quint dans le conflit entre l'archevêque et la ville de Besançon.
Au printemps 1521, il rend compte à Marguerite d'Autriche devant la Diète de Worms. Il y exerce une grande influence et soutint la nomination de Mercurino Arborio di Gattinara au poste de chancelier. Grand-maître d'hôtel de Charles Quint, il occupe, en 1522, une place importante à sa cour. En 1526, il signe le traité de Madrid mettant fin à la captivité de François Ier.
En 1527, il signe un testament à son château de Marnay. Il réussit à organiser la création cardinalice de son frère Louis. Il meurt à Barcelone après avoir participé aux négociations qui conduisirent à la paix de Cambrai. Il est enterré dans une petite église de Brou où il avait aménagé une chapelle pour sa tombe dans la nouvelle église Saint-Nicolas-de-Tolentin de Brou. Ses deux épouses, Claude de Rivoire et Philiberte de la Palud, y sont également enterrées.

## Mariage et descendance
Il épouse Philiberte de la Palud qui décède en 1508 sans lui laisser de descendance. En secondes noces, il épouse Claude de Rivoire avec laquelle il n'aura pas d'enfant.
Il a une fille illégitime ("naturelle"), Pernette de Gorrevod, mentionnée dans sa correspondance et présente dans son testament. Celle-ci sera "Dame de Nanc"  et épousera Charles De Montjouvent du fief du même nom, fils d'Antoine, ami et témoin du premier mariage de Laurent. À noter que la maison forte de Nanc-Les-Saint Amour a appartenu auparavant a la famille Champdivers dont le blason est le même que celui des Gorrevod.
En l'absence d'héritier légitime, il organise sa succession auprès d'un de ses parents, Jean de Gorrevod, sieur de Salins. Il en fait son héritier universel, ainsi que ses descendants, si jamais ce dernier décédait avant lui. Parmi eux, Laurent II de Gorrevod, père de Charles-Emmanuel de Gorrevod, (1569-1625), duc de Pont-de-Vaux, « Reichsfürst » (1623). Ce dernier aura comme fils, Charles-Emmanuel de Gorrevod, archevêque de Besançon et abbé de Baume-les-Messieurs.

## Héraldique
| Blason | Blasonnement : D'azur au chevron d'or. |